# Österåkers konsthall

Österåkers konsthall är en konsthall och ett kulturcentrum i Åkersberga i Österåkers kommun.
Konsthallen är inrymd i den gamla Länsmansgården i nordöstra delen av Åkersberga, med ursprung från 1700-talet. Gården var fram till 1920-talet länsmansbostad och beboddes därefter på 1930-talet av konstnärsfamiljen Eric Hallström, varefter den bland annat på 1960-70-tal var säte för en ridskola, innan den stegvis omvandlades till en kulturplats.
I konsthallen har ett stort antal utställningar visats åtminstone sedan 2003. Gården drivs och ägs numera av Österåkers Konstförening i samverkan med Österåkers kommun. Förutom konsthallen med kafé är gårdsområdet säte för flera olika kulturverksamheter. Åkersberga Trädgårdssällskap har sedan 1999 utvecklat en visningsträdgård i parken samt en skolträdgård, Barnens trädgård, och biodlarförening. I angränsande byggnader finns lokaler för konsthantverk, grafikgruppen Torrnålarna samt konstnärsgruppen KRO-KIF.